# Lettau Bluff
Das Lettau Bluff ist ein 200 m hohes Kliff aus Fels und Eis im Zentrum des westlichen Rands der Beaufort-Insel im antarktischen Ross-Archipel.
Das Advisory Committee on Antarctic Names benannte das Kliff 1999 nach dem US-amerikanischen Meteorologen Heinz H. Lettau (1909–2005) von der University of Wisconsin, der unter anderem an den Vorbereitungen des meteorologischen Programms auf der Plateau-Station zwischen 1966 und 1968 beteiligt war.